# Vilhelm Thomsen
Wilhelm Ludwig Peter Thomsen (Copenhague, 25 de enero de 1842 - Copenhague, 12 de mayo de 1927) fue un lingüista danés.

## Biografía y obras
Thomsen fue un lingüista interesado, tanto en las lenguas indoeuropeas como en las lenguas ugrofinesas. Fue profesor en la Universidad de Copenhague. Ocupó su cátedra hasta 1913. En 1901 fue elegido miembro de la Academia de Ciencias de Gotinga. Desde 1904 fue miembro de la Academia de Ciencias de Baviera.
En 1893, logró descifrar el antiguo alfabeto turco. Tres años más tarde, publicó e interpretó los dos textos conocidos como inscripciones de Orjón, escritas en un idioma que era varios siglos más antiguo que cualquier inscripción turca previamente conocida.
Por sus descubrimientos científicos fue premiado el 24 de enero de 1911 con su ingreso en la Orden Prusiana Pour le Mérite de la Ciencia y de las Artes como miembro extranjero. En 1912, fue galardonado con la Orden del Elefante danesa.

## Publicaciones
- Den gotiske Sprogklasses Indflydelse paa den Finske, Copenhague 1869
- The relations between ancient Russia and Scandinavia, and the origin of the Russian state, Oxford y Londres. 1877;
- Berøringer mellem de finske og de baltiske (litauisk-lettiske) Sprog, Copenhague, 1890
- Déchiffrement de inscripciones de l'Orkhon et de l'Iénisséi. Notice préliminaire, En: Bulletin de l'Academie Royale du Danemark 1893, P. 285-299.
- Inscripciones de l'Orkhon déchiffrées. Helsingfors, en 1896.
- Sprogvidenskabens Historia, Copenhague, 1902
- Videnskabens faelessprog, Copenhague, 1905